# Maria Rentetzi

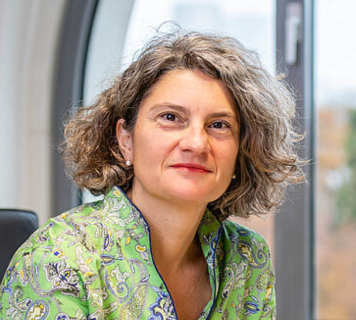
Maria Rentetzi

Maria Rentetzi (* 1969 in Kavala, Griechenland) ist Physikerin und Historikerin. Sie ist Professorin für Science, Technology und Gender Studies an der Universität Erlangen und beschäftigt sich vor allem mit Science-Diplomacy (Wissenschaftsdiplomatie) mit Schwerpunkt Nukleardiplomatie und Strahlenschutz.

## Biografie
Rentetzi studierte Physik an der Aristoteles-Universität in Thessaloniki und schloss 1991 mit dem Bachelor ab. Danach studierte sie Wissenschaftsgeschichte und Technikgeschichte an der Nationalen Technischen Universität in Athen und erhielt 1996 den Master of Science. Danach ging Rentetzi in die USA, wo sie 2002 Master of Arts in Philosophie am Virginia Polytechnic Institute and State University wurde und ein Jahr später den Ph.D. erwarb. Nach einer kurzen Postdoc-Zeit in den USA wurde Rentetzi 2004 Dozentin an der Open University in Griechenland im Programm für Europäische Kulturstudien. 2006 wurde sie zur Professorin für Wissenschaftssoziologie an der Nationalen Technischen Universität in Athen ernannt. 2014 bis 2016 war Rentetzi Gastwissenschaftlerin am Max-Planck-Institut für Wissenschaftsgeschichte in Berlin. 2017 hatte sie die Silverman Professur an der Universität Tel Aviv in Israel inne. 2019 und 2020 war sie Gastprofessorin an der TU Berlin und 2021 wurde Rentetzi auf eine Professur an die Universität Erlangen berufen.

## Auszeichnungen
- Consolidator Grant des Europäischen Wissenschaftsrats (2017)[4]
- Lise Meitner Fellow of the Austrian Science Fund (2014 bis 2016)
- Gutenberg-e Prize of the American Historical Society (2003)

## Publikationen (Auswahl)
- Seduced by Radium: How Industry Transformed Science in the American Marketplace. University of Pittsburgh Press, Pittsburgh 2022, ISBN 978-0-8229-4706-6.
- mit Kenji Ito: The Co-production of Nuclear Science and Diplomacy: Towards a Transnational Understanding of Nuclear Things. In: Histology and Technology. Band 37/1: Nuclear Diplomacies, 2021, S. 4–20, doi:10.1080/07341512.2021.1905462.
- mit Kenji Ito (Hrsg.): The Material Culture and Politics of Artifacts in Nuclear Diplomacy. In: Centaurus. Spezial Issue. Band 63/2, 2021, S. 233–254.
- mit Susanne Bauer, Martina Schlünder: Boxes: A Field Guide. Mattering Press, Manchester 2020, ISBN 978-1-912729-01-2, doi:10.28938/9781912729012.
- mit Christine von Oertzen, Elizabeth S. Watkins: Finding Science in Surprising Places. Gender and the Geography of Scientific Knowledge. Introduction to: Beyond the Academy: Histories of Gender and Knowledge. Centaurus 55/2, 2013, S. 73–80, doi:10.1111/1600-0498.12018.
- Trafficking Materials and Gendered Experimental Practices – Radium Research in Early 20th Century Vienna. Columbia University Press, New York 2009, ISBN 978-0-231-13558-0.
- Gender, Politics, and Radioactivity Research in Interwar Vienna – The Case of the Institute for Radium Research. In: Isis. Volume 95/3, 2004, doi:10.1086/428960.